# Kościół Wniebowzięcia Najświętszej Marii Panny w Czerninie
Kościół Wniebowzięcia Najświętszej Marii Panny znajdujący się w Czerninie jest budowlą gotycką zbudowaną na przełomie XIV i XV wieku. Częściowo rozbudowany został w XVII-XIX wieku. Wyposażenie kościoła stanowią cenne zabytki ruchome. 

## Historia
Pierwsza świątynia w Czerninie została wzniesiona przed rokiem 1281. W roku tym, istniejący już kościół został konsekrowany przez biskupa kamieńskiego Hermanna von Gleichena. Uposażeniem świątyni były cztery łany ziemi oraz karczma w Czerninie, a także sześć korców zboża z Miechęcina, należącego do parafii w Dygowie (oprócz tego parafia obejmowała też Pustary, Stramnicę, Dębogard oraz Stojkowo). Patronat nad kościołem sprawowała kołobrzeska kapituła. Zachowało się imię proboszcza parafii i kościoła w Czerninie w 1289 roku – był nim kanonik kapituły kołobrzeskiej Dietrich. W roku 1307 proboszczem parafii był Johann Leutin, który wraz ze swoim bratem, Dietrichem, posiadał własną warzelnię soli w pobliżu kościoła św. Mikołaja w Kołobrzegu. 
Przyjmuje się, że w zachowanej architektonicznej bryle świątynia została wzniesiona w XV wieku, w wieku XVII została poważnie rozbudowana, a w wieku XIX oraz w 1927 roku odrestaurowana.

## Architektura
Kościół w Czerninie jest skromną budowlą salową murowaną z kamienia i cegły, z nawą założoną na rzucie prostokąta bez wyodrębnionego prezbiterium, oraz dobudowaną nieco później, bo około roku 1520 masywną wieżą od zachodu.  
Przeprowadzone badania architektoniczne wydobyły spod grubej warstwy cementowego tynku najstarszą, wschodnią część kościoła. Według pierwotnej koncepcji miała to być dość potężnych rozmiarów świątynia trójnawowa, z wyodrębnionym prezbiterium. W pierwszej, najstarszej fazie budowy, zrealizowano prezbiterium z zakrystią. Trójnawowy korpus albo został całkowicie zniszczony w XV wieku, albo nigdy nie został według pierwotnej koncepcji zrealizowany. Zamierzone prezbiterium zostało zatem przebudowane i włączone w plan obecnej nawy, stanowiąc jej większą część. 
Badania przeprowadzane w latach 1998–1999 przyniosły odsłonięcie oporów tarczowych sklepień dawnej zakrystii na ścianie północnej nawy, odkryto także zarys fundamentów zakrystii. W ścianie wschodniej nawy znaleziono dwa otwory okienne z oryginalnymi gotyckimi kratami, natomiast w ścianach północnej i południowej nawy 2 gotyckie portale. Dokonane odkrycia czynią kościół w Czerninie jedną z najbardziej interesujących gotyckich świątyń Pomorza.
W sierpniu 2012 r. ze względu na fatalny stan techniczny rozebrano wieżyczkę wieńczącą dach wieży. W marcu 2015 roku ruszył remont wieży – koszt prac szacowano wówczas na około 220 tys. zł, środki pozyskano z Programu Operacyjnego Ryby. 17 czerwca 2015 r. dokonano osadzenia zrekonstruowanego hełmu na wieży.

## Wystrój
Zachowany zabytkowy wystrój wnętrza stanowią: barokowy ołtarz, datowany na XVIII wiek, z płaskorzeźbą Ostatniej Wieczerzy oraz ambona (XVII wiek). L. Boettger przeprowadzający inwentaryzację w 1890 roku za godne odnotowania uznał trzy ośmioramienne korony mosiężne, dwie drewniane figury: NMP z Dzieciątkiem i św. Katarzyny z kołem oraz trzy średniowieczne dzwony.

## Wyznanie
Pierwotne wezwanie kościoła nie jest znane. Do 1945 roku kościół w Czerninie pełnił funkcję świątyni parafialnej. Po roku 1945 utracił swoją dawną rangę i stał się filią parafii w Dygowie. Został poświęcony 10 marca 1946 roku jako kościół pod wezwaniem Wniebowzięcia Najświętszej Maryi Panny.